# Roses (OutKast)
Roses is een nummer van het Amerikaanse hiphopduo OutKast uit 2004. Het is de derde single van hun vijfde studioalbum Speakerboxxx/The Love Below.
Het nummer werd vooral populair in de Verenigde Staten, op de Britse eilanden en in Oceanië. In de Amerikaanse Billboard Hot 100 haalde het de 9e positie. In de Nederlandse Top 40 werd een bescheiden 22e positie behaald, en in de Vlaamse Ultratop 50 kwam het niet verder dan de 47e positie.